# Pheidole mjobergi
Pheidole mjobergi är en myrart som beskrevs av Auguste-Henri Forel 1915. Pheidole mjobergi ingår i släktet Pheidole och familjen myror. Inga underarter finns listade i Catalogue of Life.

## Bildgalleri

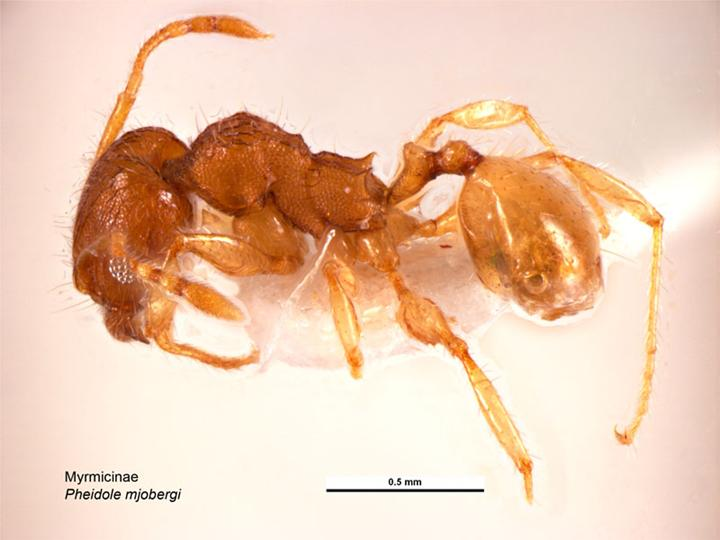